# Pietro Bixio
Pietro Bixio (Gènova, 11 d'agost de 1875 - Busalla, 27 de juliol de 1905) fou un ciclista italià, professional des del 1895 fins al 1904 que es va dedicar a les curses de pista. Va aconseguir una medalla de bronze al Campionat del món de velocitat de 1902 per darrere del danès Thorvald Ellegaard i el neerlandès Harie Meyers.

## Palmarès
- 1895
  -  Campió d'Itàlia en Velocitat
- 1903
  -  Campió d'Itàlia en Velocitat
- 1904
  -  Campió d'Itàlia en Velocitat